# Ba... ROCKOWO
ba...ROCKOWO - album złożony ze światowych przebojów w aranżacjach kameralnych, wykonany przez Kwintet Śląskich Kameralistów. Płyta została wydana w 2009 r. przez Acte Préalable i ukazała się w formie jewel box CD. Nr katalogowy: AP0233.

## Twórcy[1]
- Dariusz Zboch, skrzypce
- Jakub Łysik, skrzypce
- Jarosław Marzec, altówka
- Katarzyna Biedrowska, wiolonczela
- Krzysztof Korzeń, kontrabas

## Lista utworów[2]
1. Runaway - Del Shannon
2. Somebody to Love - Queen
3. Love Me Tender - Elvis Presley
4. Super Trouper / Money, Money, Money - ABBA
5. Hey You! - Pink Floyd
6. Riders on the Storm - The Doors
7. Hit the Road, Jack - Ray Charles
8. Anna Maria - Czerwone Gitary
9. Yesterday - The Beatles
10. Just the Way You Are - Billy Joel
11. Child in Time - Deep Purple
12. My Friend the Wind - Demis Roussos
13. Sorry Seems to Be a Hardest Word - Elton John
14. The House of the Rising Sun - z rep. zespołu The Animals
15. Pod papugami - Czesław Niemen
16. Whiter Shade of Pale - Procol Harum
17. Tango "Por una cabeza"
18. Hava nagila